# ソウル特別市警察庁
ソウル特別市警察庁（ソウルとくべつしけいさつちょう、韓国語: 서울특별시경찰청、英語: Seoul Metropolitan Police Agency、SMPA）は大韓民国ソウル特別市が設置した警察組織である。
2021年1月4日、自治警察制が発足したことにより、警察庁の地方機関であるソウル地方警察庁から改称した。

## 歴史
- 1945年10月21日：国立警察創設（10警察署-本町、鍾路、西大門、東大門、龍山、麻浦、永登浦、城東、昌徳宮）
- 1946年9月17日：首都管区警察庁創設
- 1947年2月1日：本町警察署を中部警察署に改称
- 1948年12月30日：ソウル特別市警察局に改称
- 1949年2月23日：昌徳宮警察署を景武台警察署に改称
- 1959年10月27日：南大門警察署設置
- 1960年6月28日：景武台警察署廃止
- 1966年7月11日：鷺梁津警察署、東部警察署設置
- 1968年8月26日：西部、北部警察署設置
- 1972年5月30日：南部警察署設置
- 1973年12月12日：泰陵（テルン）警察署設置
- 1976年12月14日：江南、江西、冠岳警察署設置
- 1978年8月9日：江東警察署設置
- 1979年10月15日：鍾岩（チョンアム）警察署設置
- 1980年11月22日：九老警察署設置
- 1985年11月27日：瑞草警察署設置
- 1987年6月1日：新亭（シンジョン）警察署設置
- 1990年10月5日：松坡、蘆原警察署を設置。泰陵警察署を中浪警察署に改称
- 1991年8月1日：ソウル特別市地方警察庁に改称。新亭警察署を陽川警察署に改称
- 1991年11月1日：恩平、方背（パンベ）、道峰警察署を設置
- 1998年2月19日：水西（スソ）警察署設置
- 2001年11月27日:警察署の前に地名を追加。ソウル○○警察署に（○○には地名が入る）
- 2006年3月1日：管轄区域調整（一部を除いて1区1警察署に）および名称変更（行政区域名と一致。ただし旧：東大門警察署は重複を防ぐためソウル恵化警察署に）（左側が旧、右側が新）
  - ソウル東部（トンブ）警察署→ソウル広津（クァンジン）警察署
  - ソウル北部（プクプ）警察署→ソウル江北（カンプク）警察署
  - ソウル清凉里（チョンニャンニ）警察署→ソウル東大門（トンデムン）警察署
  - ソウル東大門（トンデムン）警察署→ソウル恵化（ヘファ）警察署
  - ソウル南部（ナンブ）警察署→ソウル衿川（クムチョン）警察署
  - ソウル鷺梁津（ノリャンジン）警察署→ソウル銅雀（トンジャク）警察署
- 2008年7月30日：起動本部を発隊[2]
- 2010年4月20日：55の地区隊を廃止し、110の派出所を設置。管轄区域を改編[2]。
- 2021年1月4日：自治警察制の施行を受け、正式名称をソウル特別市警察庁に改称。

## 組織

### 幹部
- 庁長（治安正監）
  - 広報担当官（総警）
- 次長（治安監）
  - 聴聞監査担当官（総警）

### 直轄隊
次長に所属。
- 第101警備団（団長は警務官）
- 機動団（団長は警務官）
- 第22警察警護隊（隊長は総警）
- 国会警備隊（隊長は総警）
- 政府中央庁舎警備隊（隊長は総警）
- 金浦空港警察隊（隊長は警正）
- 警察特攻隊（隊長は警正）
- 第202警備隊（隊長は警正）
- ソウル警察広報団

### 下部組織
- 警務部（部長は警務官。以下同じ）
  - 警務課（課長は総警。以下同じ）
  - 人事教育課
  - 情報通信課
- 生活安全部
  - 生活安全課
  - 生活秩序課
- 捜査部
  - 捜査課
  - 刑事課
- 交通指導部
  - 交通安全課
  - 交通管理課
- 警備部
  - 警備1課
  - 警備2課
- 情報管理部
  - 情報1課
  - 情報2課
- 保安部
  - 保安1課
  - 保安2課
  - 外事課
- 情報通信課
  - 情報通信管理係
  - 情報通信1係
  - 情報通信2係

## 警察署
- ソウル中部警察署（中区の一部を管轄）
- ソウル鍾路警察署
- ソウル南大門警察署（中区の一部を管轄）
- ソウル西大門警察署
- ソウル恵化警察署（旧：ソウル東大門警察署）（鍾路区の一部を管轄）
- ソウル龍山警察署
- ソウル城北警察署
- ソウル東大門警察署（旧：ソウル清凉里警察署）
- ソウル麻浦警察署
- ソウル永登浦警察署
- ソウル城東警察署
- ソウル銅雀警察署
- ソウル広津警察署
- ソウル西部警察署（恩平区の一部を管轄）
- ソウル江北警察署
- ソウル衿川警察署（冠岳区の棗園洞を含む。警察署は冠岳区にある）
- ソウル中浪警察署
- ソウル江南警察署
- ソウル冠岳警察署（冠岳区の棗園洞を除く）
- ソウル江西警察署
- ソウル江東警察署
- ソウル鍾岩警察署（城北区の一部を管轄）
- ソウル九老警察署
- ソウル瑞草警察署
- ソウル陽川警察署
- ソウル松坡警察署
- ソウル蘆原警察署
- ソウル方背警察署（瑞草区の一部を管轄）
- ソウル恩平警察署
- ソウル道峰警察署
- ソウル水西警察署（江南区の一部を管轄）